# Disney Networks Group Asia Pacific
Disney Networks Group Asia Pacific Limited (anteriormente Satellite Television Asian Region Limited, Fox International Channels Asia Pacific Limited y Fox Networks Group Asia Pacific Limited) fue una compañía de radiodifusión comercial con sede en Hong Kong que forma parte del grupo Fox Networks de Walt Disney Direct-to-Consumer & International, que opera múltiples canales especiales de televisión. Anteriormente fue comercializado como Star TV (estilizado como STAR TV) hasta 2001, y simplemente como Star hasta 2009. Originalmente establecido por Hutchison Whampoa y luego adquirido por News Corporation original, Star TV fue una vez la prominente emisora de televisión por satélite en toda Asia . El 20 de marzo de 2019, tras la adquisición por parte de Disney de los activos de entretenimiento de 21st Century Fox, FNG Asia y Star India se convirtieron en parte de yFNG Asia Pacífico se integró en la unidad de yFNG.
Los canales de FNG Asia Pacífico estaban disponibles en el este de Asia (excepto Japón) y el sudeste de Asia, y anteriormente servía al sur de Asia y Medio Oriente.

## Historia

### Lanzamiento
La compañía se registró originalmente en el Registro de Empresas de Hong Kong como Quford Limited el 31 de agosto de 1990. La compañía pasó a llamarse Hutchvision Channel Services Limited el 31 de enero de 1991, antes de convertirse en Satellite Television Asian Region Limited (chino: 衛星 電視 有限公司; literalmente: 'Satellite Television Limited') el 4 de julio de 1991. Fue establecido por Hutchison Whampoa y encabezado por Richard Li (hijo de Li Ka-Shing, fundador de Cheung Kong, propietario de Hutchison Whampoa).
La compañía operaba sus canales de televisión bajo la marca general de Star TV (chino: 衛星 電視; pinyin: Wèixīng Diànshì; literalmente: 'Televisión satelital'). En sus primeros años, los canales se transmitieron a través del satélite de comunicación AsiaSat 1 operado por Asia Satellite Telecommunications, que era un consorcio de Hutchison Whampoa, China International Trust and Investment Corporation y Cable & Wireless Worldwide. Al igual que con la huella del satélite, los canales llegaron desde el Lejano Oriente hasta el Medio Oriente. La alineación inicial de Star TV de cinco canales gratuitos con publicidad incluyó:
- Prime Sports (體育 台; lanzado el 26 de agosto de 1991): transmisión de un canal de televisión multideportivo de 24 horas en inglés y chino; empresa conjunta con TCI en los Estados Unidos, propietaria de Prime Network.
- MTV (音樂 台; lanzado el 15 de septiembre de 1991): transmisión de un canal de música de reloj de 24 horas en inglés, hindi y chino, centrado en la música pop; versión regional del canal de televisión estadounidense del mismo nombre.
- Canal chino (中文 台; lanzado el 21 de octubre de 1991): reloj de 24 horas con todo el canal de entretenimiento de variedades de chino mandarín que mostró contenido completo en idioma chino proporcionado por ATV en transmisiones de Hong Kong desde China continental (espere la provincia de Guangdong); también mostró series de televisión de otros países de la Gran China, incluidos China y Singapur.
- WSTV (新聞 台; lanzado el 15 de noviembre de 1991): noticias de 24 horas, actualidad y documentales de la BBC; A diferencia de su homólogo europeo, esta versión de BBC World Service Television no transmitía programas de entretenimiento variados, como se mostraban en Star Plus.
- Plus (娛樂 台; lanzado el 15 de diciembre de 1991): canal de entretenimiento de variedades en inglés con reloj de 24 horas que mostró dramas y programas de variedades de países de habla inglesa, incluidos Estados Unidos, Reino Unido y Australia.

El 1 de octubre de 1992, Star TV agregó a su línea Zee TV (dirigida a audiencias de habla hindi) de Zee Telefilms en India. Más tarde, la compañía lanzó Star Movies, que emitió una mezcla de idioma chino y películas de Hollywood.
En febrero de 1993, Julian Mounter, exdirector general de Television New Zealand, fue nombrado presidente y director ejecutivo de la compañía.
En junio de 1993, Star TV y Wharf Cable firmaron un acuerdo en el que el nuevo proveedor de televisión por cable de Hong Kong transmitiría los canales de Star TV. Sin embargo, el acuerdo se terminó en febrero de 1994 en la disputa de transporte entre las dos partes.

### Venta a News Corporation
La audiencia de Star TV en Asia ha aumentado con los años, y atrajo a los anunciantes. Pero el negocio estaba perdiendo. La compañía ha estado buscando un socio anglófono para inversiones financieras, programación adicional en inglés y asistencia técnica, especialmente para lanzar un sistema de televisión de pago que lleve canales encriptados.
A fines de abril de 1993, Pearson se acercó a los propietarios de Star TV y se esperaba que pagara hasta 100 millones de libras esterlinas. Pearson (que poseía una participación menor en las emisoras británicas BSkyB y Yorkshire-Tyne Tees Television en ese momento, y acaba de adquirir Thames Television) ha estado buscando expandir su negocio de medios fuera del Reino Unido, especialmente porque las leyes británicas en ese momento no permitían Pearson se expandirá más en el negocio de la televisión del Reino Unido. Pearson estaba buscando el 66% de la compañía, pero se informó que el acuerdo requería que la parte de Hong Kong siguiera siendo accionista activa, lo que hizo que se rechazara el trato.
Se informó que las negociaciones iniciales con Rupert Murdoch fracasaron después de que el empresario australiano exigiera una participación de control en la compañía de Hong Kong. Pero en julio de 1993, Murdoch's News Corporation logró comprar el 63.6% de Star TV por US $ 525 millones, la mitad en efectivo, la mitad en acciones ordinarias de News Corporation, bloqueando las ofertas de Pearson. El acuerdo se produjo después de que News Corporation no pudo adquirir el 22% de TVB debido a problemas regulatorios. News Corporation adquirió el 36.4% restante por US $ 299 millones en julio de 1995. La familia Li y Hutchison Whampoa retendrían sus acciones en Hutchvision Hong Kong Limited, que conectaba los canales de Star TV. Con la cantidad de dinero obtenida de la venta de 1993, Richard Li pasó a establecer su propia empresa, Pacific Century Group.
En agosto de 1993, tras la adquisición de News Corporation, Julian Mounter renunció como director ejecutivo de la compañía. Sam Chisholm, quien era el jefe de BSkyB en ese momento, se convirtió en Director Ejecutivo interino antes de ser nombrado formalmente.
Con la eliminación controvertida de BBC World Service Television de las ofertas de televisión satelital de la compañía para el noreste de Asia en 1994 (discutido a continuación), Star TV reemplazó el canal de la BBC por el canal de películas en chino Star Chinese Movies, dividiendo efectivamente la encarnación original de Star Películas, que se centrarían en las películas del mundo occidental a partir de entonces.
Star TV y MTV pusieron fin a la asociación que suministraba programación musical, por lo que Star TV lanzó el Canal V para reemplazar la marca estadounidense. La versión india se lanzó en mayo de 1994 y, en diciembre de 1996, le siguieron tres versiones adicionales: Channel V International, Channel V Thailand y otra versión en chino mandarín.
El 30 de marzo de 1996 a las 7 p. m. hora de Hong Kong, Star TV se dividió en Star Plus y Star Chinese Channel por ciertas áreas:
- Star Plus continuará prestando servicios a los televidentes en el sur de Asia y Medio Oriente, mientras que los televidentes de Asia oriental y sudoriental recibirán el nuevo canal Star World
- Star Chinese Channel aún estaría disponible para los televidentes en Taiwán, pero los observadores de televisión en Hong Kong y China continental obtendrían el nuevo Phoenix Chinese Channel.

El 6 de mayo de 1996, Star TV lanzó Viva Cinema, el canal de cine filipino de 24 horas, en asociación con Viva Entertainment. Más tarde, STAR salió de la asociación y no renovó su contrato, y el canal se relanzó como Pinoy Box Office el 1 de agosto de 2003.
En octubre de 1996, Star Sports (desde entonces renombrado como Prime Sports) y ESPN Asia acordaron combinar sus operaciones de pérdidas en Asia. La nueva empresa conjunta, más tarde llamada ESPN Star Sports, tendría su sede en Singapur (donde se ubican las operaciones de ESPN en Asia).
En 1997, Star TV lanzó el paquete de canales de televisión Star Select dirigido a Oriente Medio.
El 18 de febrero de 1998, Star TV lanzó Star News, un canal de noticias dirigido a India, en asociación con NDTV. Cambió de socio a ABP Group en 2003, antes de que Star India renunciara por completo y vendiera su participación en 2012.
En mayo de 1999, Star TV migró sus servicios de AsiaSat 1 y 2 a AsiaSat 3S.
Más tarde, Zee TV finalizó su asociación con Star TV. La compañía con sede en Hong Kong convirtió Star Plus en un canal de entretenimiento hindi e introdujo Star World en el área como un reemplazo de entretenimiento en inglés.
En febrero de 2001, la compañía cambió su nombre de Star TV a Star, lo que refleja la evolución de la compañía de una marca de televisión a una marca de servicios múltiples y plataformas múltiples. En chino, la compañía se refirió a sí misma como Xīngkōng Chuánméi (chino: 星空 傳媒; literalmente: 'Star Media') en lugar de Wèixīng Diànshì a partir de entonces. Introdujo un nuevo conjunto de logotipos. El esquema del logotipo de la red Star (el nombre del canal al lado del icono del logotipo Star, contenido dentro de un rectángulo con dos esquinas opuestas redondeadas) que se había utilizado durante todo 2007.

### Reestructuración de 2009, reenfoque en Asia oriental y sudoriental y venta a Disney
El 19 de agosto de 2009, News Corporation anunció una reestructuración de Star. Star India y Star Greater China se separarían de la sede de Star en Hong Kong, y los jefes de las dos antiguas compañías informarían directamente a James Murdoch, el entonces Presidente y Director Ejecutivo de News Corporation para Europa y Asia.
Star India se hizo cargo de todas las operaciones de Star en India, así como de las ventas y distribución de canales de la marca Fox en la región. También se hizo cargo de las oficinas de distribución de Star en Oriente Medio, el Reino Unido y los Estados Unidos.
Star Greater China supervisaría Star Chinese Channel, Star Chinese Movies, Star Chinese Movies 2, Xing Kong y Channel V Mainland China, así como la biblioteca de películas Fortune Star.
La compañía original de Star TV se convirtió en Fox International Channels Asia Pacific, y ahora se centraría en Asia oriental y sudoriental. También se hizo cargo de la representación de los canales FIC de NGC Network Asia, LLC (los canales que Star distribuyó de todos modos). La compañía continuaría distribuyendo sus canales en el Medio Oriente, y se haría responsable de la distribución de los canales de Star India y Star Greater China en Asia fuera de sus mercados locales.
A pesar de las reorganizaciones de 2009, la compañía no cambió inmediatamente su nombre legal de Satellite Television Asian Region Limited. Solo cambió el nombre legal a Fox International Channels Asia Pacific Limited (chino: 福斯 國際 電視網 有限公司; literalmente: 'Fox International Television Network Limited') el 2 de septiembre de 2014.
En agosto de 2010, se anunció que News Corporation vendería una participación controladora en sus activos en China continental a China Media Capital (CMC). Xing Kong (versiones nacionales e internacionales) y Channel V China continental, además de la biblioteca de películas Fortune Star estaban en venta, y se creó una empresa conjunta llamada Star China Media en el proceso. CMC adquirió la participación restante en Star China Media en enero de 2014.
En junio de 2012, se anunció que News Corporation compraría la participación de ESPN International en la empresa conjunta ESPN Star Sports. Las versiones de ESPN transmitidas en Hong Kong, Taiwán y el sudeste asiático fueron renombradas como Fox Sports el 28 de enero de 2013, y Star Sports se convirtió en Fox Sports 2 el 15 de agosto de 2014. [34] [35] El cambio de marca de Fox Sports no afectó a India y Asia Oriental: en India, Star India se hizo cargo de la filial india de ESPN Star Sports, y mantuvo el nombre de ESPN hasta el 6 de noviembre de 2013, cuando todos los canales deportivos de Star India se relanzaron bajo el Marca Star Sports; una versión de la transmisión de Star Sports a China continental y Corea del Sur mantuvo la marca, y en su lugar, la versión de ESPN para China continental pasó a llamarse Star Sports 2 el 1 de enero de 2014.
A raíz de los escándalos de 2011 de News Corporation, la News Corporation original se dividió en 21st Century Fox y la nueva News Corp el 28 de junio de 2013, y las empresas de televisión (de las que FIC Asia formaba parte) irán a 21st Century Fox.
En octubre de 2013, el 12,15% de la participación en Phoenix Television en poder de 21st Century Fox (a través de Star) se vendió a TPG Capital por HK $ 1,66 mil millones (aproximadamente US $ 213,73 millones). Esta y la venta en 2014 de Star China Media marcó la salida de 21st Century Fox del mercado de televisión de entretenimiento Mandarin en China continental.
Para 2014, Fox International Channels Middle East se hizo cargo de la distribución de Star Select de Star World, Star World, canales de la marca National Geographic, canales de la marca Fox, Channel V International, Baby TV y Sky News en Medio Oriente y África del Norte. (Ahora rebautizado como Fox Networks Group Middle East, el negocio de Oriente Medio, junto con FNG Asia Pacific, sigue siendo parte de las operaciones más amplias de FNG Asia).
En enero de 2016, se anunció que la unidad matriz de la compañía, Fox International Channels, se dividiría en tres divisiones, que verían a los jefes del recientemente renombrado Fox Networks Group Europe, Fox Networks Group Latin America y Fox Networks Group Asia todos informando al CEO Peter Rice y el director de operaciones Randy Freer en Fox Networks Group en los Estados Unidos, aboliendo así Fox International Channels como una unidad separada del negocio de televisión de 21st Century Fox en los Estados Unidos. En consecuencia, la compañía cambió su nombre legal a Fox Networks Group Asia Pacific Limited (chino: 福斯 傳媒 有限公司; literalmente: 'Fox Media Limited') el 29 de febrero de 2016.
El 5 de diciembre de 2017, el Presidente y CEO de Star India, Uday Shankar, fue nombrado presidente de 21st Century Fox para Asia, y el Presidente de Fox Networks Group Asia informaría directamente a Shankar (en lugar del equivalente en FNG US).
Con la adquisición de los activos de entretenimiento de 21st Century Fox por The Walt Disney Company, FNG Asia Pacific (incluyendo FNG Taiwan y los negocios restantes de FNG en China continental), así como Star India, se integraron a Disney y FNG Asia Pacific se integraron en Unidad de Disney directo al consumidor e internacional.

## Lista de canales proporcionados
- Fox: un canal de entretenimiento del sudeste asiático de 24 horas.
- Fox Life: un canal de 24 horas que ofrece una amplia programación de series de televisión, comedias de situación y programas de películas. Está disponible solo en Singapur, Hong Kong, Tailandia, Vietnam, Filipinas, Japón, Taiwán, Corea del Sur, India, Indonesia y Malasia.
- Fox Family Movies: un canal de películas del sudeste asiático de 24 horas.
- Fox Movies: un canal de películas en inglés de 24 horas que transmite a Disponible en Macao, Malasia, Mongolia, Singapur, Filipinas, Papua Nueva Guinea, Palau, Taiwán, Tailandia, Micronesia, Myanmar, Maldivas, Camboya, Brunéi, Fiji, Guam, Laos y Vietnam.
- Fox Filipino: un canal de entretenimiento general en idioma filipino que se transmite las 24 horas en Filipinas.
- tvN: un canal de entretenimiento en idioma coreano de 24 horas administrado por CJ E&M, disponible para audiencias en Hong Kong, Macao, Taiwán, Sri Lanka y el sudeste asiático.
- Xing Kong, también conocido como Star Space, canal de entretenimiento general mandarín en la República Popular de China.

Disponible en China, Singapur, Malasia, Filipinas, Medio Oriente, India e Indonesia.
- Star Chinese Channel: un canal de entretenimiento general en mandarín las 24 horas para audiencias en Taiwán y más allá. Es uno de los cinco canales originales de Star TV cuando se lanzó el 21 de octubre de 1991.

Disponible en Taiwán (versión principal) y versión internacional (disponible en Hong Kong, Tailandia, Myanmar, Camboya, Filipinas, Indonesia, Singapur, Malasia, Nueva Zelanda, Vietnam, Medio Oriente, Estados Unidos y Canadá).
- Star Chinese Movies: un canal de películas en cantonés y mandarín las 24 horas. Uno de los cinco canales originales de Star TV cuando se lanzó el 1 de mayo de 1994 como "Star Mandarin Movies" y se relanzó el 31 de marzo de 1996 como "Star Chinese Movies".

Disponible en (Versión principal) en Taiwán y Hong Kong y (Versión internacional) en Myanmar, Tailandia, Vietnam, Filipinas, Camboya, Filipinas, Indonesia, Singapur, Malasia, Australia, Nueva Zelanda, Medio Oriente, Estados Unidos y Canadá)
- Star Chinese Movies Legend: (Antiguas películas chinas conocidas de STAR 2), un canal de películas en cantonés y mandarín de 24 horas que muestra éxitos populares de la taquilla china desde 1970 hasta 1993. Actualmente está disponible en Singapur, Hong Kong, Tailandia, Macao, Indonesia, Medio Oriente y Malasia.
- Star Entertainment Channel: la versión de TV paga solo disponible en Taiwán
- Phoenix Chinese Channel: un canal internacional de noticias y entretenimiento mandarín las 24 horas que se lanzó el 31 de marzo de 1996.

Disponible en Asia Pacífico y Medio Oriente.
Phoenix InfoNews Channel: un canal internacional de noticias en mandarín las 24 horas que se lanzó el 1 de enero de 2001.
Disponible en todo el mundo
- Phoenix Movies Channel: un canal de películas en mandarín de 24 horas en la República Popular de China que se lanzó el 28 de agosto de 1998.

Disponible en China y Medio Oriente.
- Phoenix Hong Kong Channel: un canal de noticias y entretenimiento cantonés de 24 horas en Hong Kong que se lanzó el 28 de marzo de 2011.

Disponible en Hong Kong, Asia Pacífico (excepto ASEAN), Medio Oriente, Australia y EE. UU.
- Star Sports: un canal deportivo de 24 horas que es la evolución de Prime Sports dedicado a diferentes eventos deportivos, como cricket, automovilismo, golf y muchos más. También fue transmitido por ESPN Star Sports y uno de los cinco canales originales de Star TV cuando se lanzó el 21 de agosto de 1991 como "Prime Sports" y se relanzó el 21 de agosto de 1993 como "Star Sports". Anteriormente se conocía como Prime Sports.
- Antv: un canal de televisión terrestre comercial privado privado nacional indonesio en Indonesia.
- Viva Cinema: un canal de películas filipinas de Viva Films en la filial filipina de Viva Entertainment.
- BBC World Service Television (ahora BBC World News): un canal de noticias en inglés las 24 horas y uno de los canales originales de Star TV cuando se lanzó el 15 de noviembre de 1991. Fue una empresa conjunta entre BBC World News y Star TV, una subsidiaria de BBC International Television, miembro de BBC Television, y propiedad de BBC. Terminó su afiliación el 30 de abril de 1994 para transmitir por separado, y fue reemplazado por Star Movies (ahora Fox Movies) y Star Chinese Movies (ahora Star Chinese Movies) el 1 de mayo de 1994.
- Star News (ahora ABP News): un canal de noticias en inglés y mandarín las 24 horas y uno de los canales originales de Star TV cuando se lanzó el 15 de noviembre de 1991. Star News terminó su relación con Star TV el 31 de marzo de 1996.
- MTV Asia: un canal de video musical de 24 horas y uno de los canales originales de Star TV cuando lanzó el 15 de septiembre de 1991 una empresa conjunta entre el propietario de MTV Networks Asia-Pacífico por Viacom y Star TV; pero terminó su afiliación el 30 de abril de 1994 para transmitir por separado y fue reemplazado por el Canal V.
- Prime Sports: un canal de deportes en inglés y mandarín las 24 horas y uno de los canales originales de Star TV cuando lanzó el 21 de agosto de 1991 una empresa conjunta entre Prime Network y Star TV; pero terminó su afiliación el 20 de agosto de 1993 para transmitir por separado y fue reemplazado por Star Sports el 21 de agosto de 1993.
- Film Indonesia: un canal de cine indonesio de 24 horas.
- Star Channel: un canal de películas japonesas las 24 horas.
- Star Plus: un canal de entretenimiento indio las 24 horas.
- Star Plus Japan: un canal de entretenimiento japonés las 24 horas.
- TechTV: un canal informático las 24 horas. Anteriormente se vio en el Medio Oriente a través de Star Select.
- EL TV: un canal de entretenimiento hindi las 24 horas. EL TV terminó su relación con Star TV en 1999.
- Zee TV: un canal de entretenimiento hindi las 24 horas. Zee Network terminó su relación con Star TV en 1999.
- Zee Cinema: un canal de películas en hindi las 24 horas. Zee Network terminó su relación con Star TV en 1999.
- CNBC Asia: un canal de noticias de negocios en inglés abierto las 24 horas lanzado en 1996. Este canal finalizó en 2006 reemplazando a CNBC Europe. Anteriormente estaba disponible en el Medio Oriente a través de Star Select.
- CNBC Europe: un canal de noticias de negocios en inglés las 24 horas, anteriormente disponible en Star Select en el Medio Oriente. Este canal finalizó el 31 de marzo de 2007.
- The History Channel: un canal de historia y biografía de 24 horas en India. Este canal se relanzó como Fox History and Entertainment en noviembre de 2008.
- Jetix: un canal para niños las 24 horas, anteriormente disponible en Star Select en el Medio Oriente. Este canal finalizó el 30 de noviembre de 2008.
- Fox Sports: un canal de deportes las 24 horas, disponible en Star Select en el Medio Oriente. Este canal finalizó el 31 de diciembre de 2008.
- Channel V Korea: un canal de música, el afiliado surcoreano de Channel V, lanzado el 16 de junio de 2001. El canal se cerró temporalmente el 31 de diciembre de 2008.
- Fox News Channel, un canal de noticias internacional estadounidense de 24 horas, se lanzó el 7 de octubre de 1996.
- BabyTV: el primer canal sin comerciales de 24 horas para niños en edad preescolar. Este canal ya está disponible en todo el mundo.
- Sky News, este canal de noticias del Reino Unido, disponible en Europa, Asia Pacífico.
- ITV Granada: un entretenimiento británico de 24 horas de ITV plc ahora solo disponible en Star Select en el Medio Oriente, se retiró de la lista en el resto de Asia en 2002. Anteriormente se conocía como Granada UKTV y Granada TV.
- Star Movies: un canal de películas en inglés las 24 horas que transmite a India, China, Medio Oriente y Taiwán.
- ESPN Star Sports: un canal deportivo de 24 horas con transmisión de ESPN Star Sports (ESS), una empresa conjunta con ESPN International.
- ESPNews Asia: un canal de noticias deportivas las 24 horas.
- National Geographic Channel: disponible las 24 horas en Singapur, Hong Kong, Vietnam, India, Taiwán y Malasia únicamente.
- Nat Geo People: anteriormente conocido como A1 y Nat Geo Adventure.
- Nat Geo Wild: un canal de 24 horas disponible en Singapur, Hong Kong, Medio Oriente, República de China, Tailandia, Indonesia, India y Sri Lanka.
- National Geographic Channel HD: disponible las 24 horas en HD.
- Fox Crime: el primer y único canal de televisión de entretenimiento real y ficticio de 24 horas dedicado al crimen, la investigación y el misterio. Disponible en Singapur, Hong Kong, Vietnam, Filipinas, Indonesia, Tailandia, Japón, Taiwán, India, Sri Lanka, Malasia, Oriente Medio y Corea del Sur.
- FX: un canal de 24 horas que ofrece una amplia programación mixta dirigida al público masculino, que incluye comedia, deportes de acción, series dramáticas, reality shows, automóviles y programas de modelos de trajes de baño. Está disponible solo en Singapur, Hong Kong, Tailandia, Vietnam, Filipinas, Japón, Taiwán, Corea del Sur, India, Indonesia y Malasia.
- Canal [V]: un canal internacional de videos musicales de 24 horas. Existen versiones locales del Canal [V] en India, República Popular de China, República de China, Filipinas, Tailandia y Australia.
- Asianet: un canal de entretenimiento indio de 24 horas que se lanzó el 30 de agosto de 1993.
- Asianet Plus: un canal de cine indio de 24 horas. Fue lanzado el 23 de julio de 2005.
- Asianet Movies: un canal de cine indio de 24 horas. Fue lanzado el 15 de julio de 2012.
- Star World: un canal de entretenimiento en inglés las 24 horas con el sudeste asiático y uno de los cinco canales originales de Star TV cuando se lanzó el 15 de diciembre de 1991 como "Star Plus" y se relanzó el 31 de marzo de 1996 como "Star World".
- Star Vijay: un canal de entretenimiento indio las 24 horas. Fue lanzado el 24 de noviembre de 1994.
- Star Gold: un canal de cine indio de 24 horas. Fue lanzado el 17 de septiembre de 2000.
- Star Maa: un canal de entretenimiento indio las 24 horas. Fue lanzado en 2002.
- Star Utsav: un canal de entretenimiento indio las 24 horas. Fue lanzado el 7 de junio de 2004.
- Star Suvarna: un canal de entretenimiento indio las 24 horas. Fue lanzado el 17 de junio de 2007.
- Star Jalsha: un canal de entretenimiento indio las 24 horas. Fue lanzado el 8 de septiembre de 2008.
- Star Pravah: un canal de entretenimiento indio las 24 horas. Fue lanzado el 24 de noviembre de 2008.
- Movies OK: un canal de cine indio de 24 horas. Fue lanzado el 6 de mayo de 2012.
- Star Maa Music: un canal de música india las 24 horas. Fue lanzado el 18 de mayo de 2012.
- Estreno mundial de Star: un Indi de 24 horas un canal de entretenimiento que transmitió programas populares de los Estados Unidos y se lanzó el 24 de septiembre de 2013.
- Star Suvarna Plus: un canal de cine indio de 24 horas. Fue lanzado el 14 de agosto de 2013.
- Star Jalsha Movies: un canal de entretenimiento indio de 24 horas que se lanzó el 24 de septiembre de 2013.

## Crítica y controversia

### Eliminación de BBC WSTV de la alineación
La BBC y Star TV firmaron originalmente un acuerdo que el operador de Hong Kong llevaría el canal de la BBC durante 10 años. Pero en marzo de 1994, la BBC y Star TV llegaron a un acuerdo después de un acuerdo extrajudicial, que gradualmente eliminaría a BBC World Service Television de las ofertas de la emisora satelital. BBC WSTV se eliminaría de la línea de canales para el noreste de Asia a mediados de abril de ese año, pero estaría disponible en el resto de Asia hasta el 31 de marzo de 1996. El acuerdo se produjo después de tales demandas del gobierno de la República Popular de China.
Se alega que el gobierno de la RPC no estaba contento con la cobertura de la BBC de China y el discurso de Murdoch de septiembre de 1993 que declaró "(las telecomunicaciones) han demostrado ser una amenaza inequívoca para los regímenes totalitarios en todas partes... la transmisión por satélite hace posible que los usuarios necesiten información. "Residentes de muchas sociedades cerradas para evitar los canales de televisión controlados por el estado", por lo que el gobierno de Beijing amenazó con bloquear Star TV en el enorme mercado de China continental si no se retiraba la BBC. El ex primer ministro Li Peng solicitó y obtuvo la prohibición de las antenas parabólicas en todo el país.
También hubo una inquietud reportada sobre el control editorial de BBC WSTV después de la adquisición de Star TV por parte de News Corporation.
La posterior eliminación del canal de la BBC, y muchas declaraciones posteriores de Murdoch, llevaron a los críticos a creer que el empresario se esforzaba por apaciguar al gobierno chino para que se levantara la prohibición. La imparcialidad y la precisión en la presentación de informes (FAIR) le otorgó a Rupert Murdoch un simulacro de premio titulado "Premio P.U.-litzer" por "Hipócrita de Medios del Año" en 1994.
En 2001, la BBC y CITVC firmaron un acuerdo que pondría a BBC World a disposición de "hoteles de lujo, así como casas de huéspedes y apartamentos extranjeros" en China continental.